# Stenopogon iphippus
Stenopogon iphippus är en tvåvingeart som beskrevs av Seguy 1932. Stenopogon iphippus ingår i släktet Stenopogon och familjen rovflugor. Inga underarter finns listade i Catalogue of Life.